# Juan Lucás Blanco
Juan Lucás Blanco né dans les années 1820 à Séville, est un matador espagnol.

## Présentation
Son père le matador Manuel Lucás avait été exécuté en place publique pour avoir bousculé un représentant de la  milice nationale.
On ne connaît pas la date exacte de la naissance de Juan Lucás Blanco, ni celle de sa mort ; les biographes avancent des fourchettes : années 1820 pour Robert Bérard, 1828 pour portal taurino . Opposé à son père qui ne voulait pas qu'il exerce le métier de matador, Juan Lucás  entre dans la cuadrilla de son père à la mort de ce dernier. Il y est bien accueilli. Il a vingt ans lorsque l'ensemble du milieu tauromachique l'aide; notamment Cuchares et Paquiro ainsi que Juan Yust qui meurt en 1842 et dont Juan Lucás épouse la veuve.
Il débute dans le métier comme peón, dans les arènes de province, allant jusqu'à banderiller dans les grandes arènes. En 1843, il devient chef de la cuadrilla de Juan Yust et commence à être reconnu en Andalousie. Très habile à l'estocade, les observateurs lui prédisent un brillant avenir, mais il ne parvient pas à être reconnu à Madrid.
En 1846 et 1847, deux graves blessures mettent un frein à sa carrière, alors qu'il torée à Madrid dans la Plaza Mayor en compagnie de El Chiclanero et de El Lavi. À partir de cette date, les contrats se font rares, Juan Lucás Blanco sombre dans l'alcoolisme, puis dans la misère. Il meurt à l'hôpital de Séville.